# Megalopta byroni
Megalopta byroni är en biart som beskrevs av Engel, Brooks och Yanega 1997. Megalopta byroni ingår i släktet Megalopta och familjen vägbin. Inga underarter finns listade i Catalogue of Life.